# عماد بن یونس
عماد بن یونس (عربی: عماد بن یونس؛ زادهٔ ۱۶ ژوئن ۱۹۷۴) یک بازیکن فوتبال اهل تونس است.